# African Judo Union
La African Judo Union (AJU) è la federazione internazionale che regola il judo a livello africano. L'attuale presidente è Lennie Niit.

## Storia
La federazione nasce nel 1961 da cinque paesi: Costa d'Avorio, Senegal, Tunisia, Marocco, Mali. Nel 1964 si svolge il primo campionato continentale di judo ad Dakar in Senegal. Nel 2005 organizza i campionati mondiali. L'AJU è composta da 49 federazioni nazionali.

## Paesi membri
- Algeria
- Angola
- Benin
- Botswana
- Burkina Faso
- Burundi
- Camerun
- Capo Verde
- Ciad
- Comore
- Costa d'Avorio
- Etiopia
- Egitto
- RD del Congo
- Sudafrica
- Tanzania
- Kenya
- Ghana
- Sudan
- Marocco
- Uganda
- Mozambico
- Madagascar
- Nigeria
- Niger
- Malawi
- Guinea
- Senegal
- Mali
- Ruanda
- Togo
- Libia
- Sierra Leone
- Eritrea
- Rep. Centrafricana
- Rep. del Congo
- Liberia
- Mauritania
- Namibia
- Lesotho
- Tunisia
- Gambia
- Guinea-Bissau
- Gabon
- Mauritius
- eSwatini
- Gibuti
- Somalia
- Guinea Equatoriale
- Sudan del Sud
- Zambia
- Zimbabwe